# 西南7街站
西南7街站（英語：7 Street SW station）是一個位於加拿大亞伯達省卡加利市中心的卡加利轻轨車站。該站只提供西行列車服務，最近的東行車站為西南6街及西南8街兩站（二者均只提供東行列車服務）。車站月台位於南7大道（7 Avenue South）北面，為免票區內的其中一個車站。路線201及202均停靠此站。
既有的西7街站（7 Street W station）位於西南7街及西南8街之間（毗連三德曼酒店〔Sandman Hotel〕），於1981年5月25日作為卡加利原有輕鐵路線（西8街－安達臣）的一部份啟用。2009年2月27日，位於東面一個街區（位於西南6街及西南7街之間）的新西7街站啟用，舊有月台即時停用並於短時間後拆除。
與其他經翻新、於7大道上的車站月台一樣，整條人行道的兩端均以斜道連接車站，月台亦能容納4節車廂列車。
2005年，該站於平日的日均乘客量為12,400人。
據卡加利交通局網頁資料，2008年，該站於平日的日均乘客量為12,400人，客量維持不變。